# Eugen von Albori
Eugen svobodný pán von Albori (německy Eugen Maria Vinzenz Anton Freiherr von Albori) (27. září 1838 Kotor – 5. září 1915 Vídeň) byl rakousko-uherský generál. Od mládí sloužil v c. k. armádě, byl štábním důstojníkem u různých jednotek pěchoty, uplatnil se také jako diplomat. V hodnosti c. k. polního zbrojmistra byl v letech 1903–1907 zemským velitelem a správcem zemské vlády v okupované Bosně a Hercegovině. V roce 1907 byl povýšen do hodnosti generála pěchoty, v roce 1910 odešel do výslužby. V roce 1880 byl povýšen na barona a v roce 1910 se stal členem Panské sněmovny.

## Životopis
Pocházel ze staré patricijské rodiny z Benátek, narodil se v Kotoru, kde jeho otec Francesco Albori působil jako soudce. Studoval na Tereziánské vojenské akademii ve Vídeňském Novém Městě a do armády vstoupil v roce 1857 v hodnosti podporučíka. V roce 1859 se zúčastnil války se Sardinií a za účast v prohrané bitvě u Magenty obdržel Vojenský záslužný kříž, téhož roku byl již poručíkem. Poté působil v generálním štábu a postupoval v hodnostech (kapitán 1864, major 1872), mezitím působil jako instruktor taktiky na Tereziánské vojenské akademii. Jako štábní důstojník se zúčastnil prusko-rakouské války (1866), poté nějakou dobu sloužil u zemského velitelství v Brně. V roce 1876 byl povýšen na podplukovníka, jako velitel štábu působil v Terstu a zúčastnil se okupace Bosny a Hercegoviny (1878). Jako pobočník prince Viléma Württemberského byl také delegátem na několika diplomatických misích. V roce 1878 dosáhl hodnosti plukovníka a jako ředitel operačního oddělení na generálním štábu byl blízkým spolupracovníkem Friedricha Becka.
K datu 1. listopadu 1884 byl povýšen do hodnosti generálmajora a převzal velení 72. pěší brigády v Záhřebu., později byl jako velitel 60. pěší brigády přeložen do Lvova. V roce 1889 získal hodnost polního podmaršála a stal se velitelem 15. pěší divize v Miskolci, ve funkci divizního velitele byl v roce 1893 přeložen do Lublaně. V roce 1894 byl přidělen jako doprovod rumunskému králi Karlovi I. při jeho oficiální návštěvě Rakouska-Uherska. Krátce působil jako zástupce velitele 2. armádního sboru ve Vídni, od září 1894 byl vrchním velitelem 1. armádního sboru v Krakově. Pod zemské velitelství v Krakově spadala Halič, Rakouské Slezsko a severní Morava. Ke dni 1. listopadu 1897 byl povýšen do hodnosti polního zbrojmistra. V letech 1903–1907 byl guvernérem v okupované Bosně a Hercegovině, zároveň také velitelem 15. armádního sboru v Sarajevu. K datu 15. listopadu 1908 byl povýšen na generála pěchoty a závěr aktivní služby strávil ve funkci generálního inspektora pěchoty (1907–1910). V roce 1910 odešel do výslužby, formálně byl penzionován v roce 1913 a dožil v soukromí ve Vídni.
Jeho synovec Eduard Eugen von Albori (1871–1946) sloužil také v rakousko-uherské armádě a za první světové války dosáhl hodnosti generálmajora (1918).

## Tituly a ocenění
V roce 1880 se svým bratrem Johannem (1828–1908), velkoobchodníkem v Terstu, získal titul svobodného pána. V roce 1894 byl jmenován c. k. tajným radou s nárokem na oslovení Excelence Od roku 1895 byl čestným majitelem pěšího pluku č. 89 dislokovaného v Jarosławi. Během vojenské služby získal řadu vyznamenání v Rakousku-Uhersku i od zahraničních panovníků.  V roce 1910 byl jmenován doživotním členem rakouské Panské sněmovny.

### Rakousko-Uhersko
- Vojenský záslužný kříž III. třídy s válečnou dekorací (1859)
- rytířský kříž Leopoldova řádu (1878)
- Řád železné koruny III. třídy (1880)
- Bronzová vojenská záslužná medaile (1890)
- Jubilejní pamětní medaile (1898)
- Řád železné koruny I. třídy (1898)
- velkokříž Leopoldova řádu (1903)
- Vojenský záslužný kříž s brilianty (1907)
- Vojenský jubilejní kříž (1908)

### Zahraničí
- velkokříž Řádu červené orlice s brilianty (Německo)
- velkokříž Řádu Karla I. (Rumunsko)
- velkokříž Řádu Fridrichova (Württembersko)
- velkokříž Řádu württemberské koruny (Württembersko)
- důstojník Řádu čestné legie (Francie)
- Řád pruské koruny I. třídy (Německo)
- Řád sv. Stanislava II. třídy (Rusko)
- důstojník Řádu sv. Mořice a Lazara (Italské království)
- rytíř Řádu Albrechtova (Sasko)
- Řád Takova II. třídy (Srbsko)
- Řád knížete Danila I. II. třídy (Černá Hora)
- Řád Osmanie I. třídy (Osmanská říše)
- Řád lva a slunce IV. třídy (Persie)